# Jean Isidore Harispe
Pour les articles homonymes, voir Harispe.
Jean Isidore Harispe, né le 7 décembre 1768 à Saint-Étienne-de-Baïgorry et décédé le 26 mai 1855 à Lacarre, est un militaire et homme politique français, maréchal de France. Ayant commencé sa carrière en 1792 en tant que volontaire dans les armées révolutionnaires, il fut capitaine en 1793 et fit campagne en Espagne et en Italie. Sous l'Empire, il se battit en Autriche ainsi qu'en Prusse, où il se distingua à Iéna. Général de brigade en 1807, il fut présent à Friedland avant de prendre part à la guerre d'indépendance espagnole. Nommé chef d'état-major du général Suchet, il devint général de division et fit la campagne d'Aragon et de Catalogne où il se distingua à Lérida et Tarragone. Il devint comte de l'Empire en janvier 1813.
Incorporé à l'armée du maréchal Soult, il lutta pied à pied face aux Anglo-Espagnols pendant la retraite française sur les Pyrénées : il participa à la bataille d'Orthez puis à celle de Toulouse où il fut blessé et fait prisonnier par les Alliés. Fait chevalier de Saint-Louis par Louis XVIII, il servit pendant les Cent-Jours puis intégra la Chambre des pairs à la Seconde Restauration. Député des Basses-Pyrénées, il fut élevé à la dignité de maréchal de France en 1851 par le président Louis-Napoléon Bonaparte. Il termina sa carrière comme sénateur du Second Empire.

## Biographie

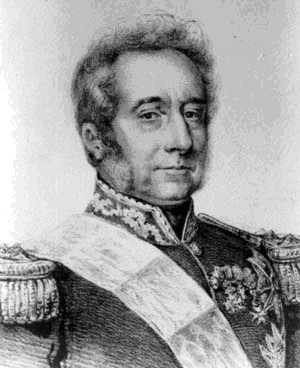
Général Jean Isidore Harispe (1768-1855)

### Carrière militaire
Son père était un riche marchand et propriétaire basque qui fit élever son fils chez un curé. Originaire des Basses-Pyrénées, le jeune Harispe commença sa carrière militaire et servit d'abord en qualité de volontaire en 1792 ; élu en 1793 commandant d'une compagnie franche du bataillon de chasseurs basques organisée à Saint-Jean-Pied-de-Port et recrutée chez les Basques ; il se distingua avec l'armée d'Espagne et devint fin 1793 chef de bataillon aux chasseurs cantabres. Il combattit d'abord à la frontière espagnole et fit les campagnes de l'an III et l'an IV à l'Armée des Pyrénées occidentales, se distinguant particulièrement à la bataille des Aldudes. Après la paix avec l'Espagne, Harispe, avec ses Basques, fut envoyé en garnison à Bordeaux. Il combattit ensuite les insurgés de la Haute-Garonne en 1799 et en l'an IX fit la campagne des Grisons.
Employé à l'armée d'Italie sous les ordres de Moncey puis de Guillaume Marie-Anne Brune, le 18 mai 1802 il reçut le commandement des chasseurs basques, devenus la 16e demi-brigade légère de deuxième formation en garnison à Angoulême. Il passa ensuite à l'armée des côtes de l'Océan sous Augereau et fit les campagnes de 1805 et 1806 dans la division Desjardin. Blessé à la jambe à Iéna le 14 octobre 1806, Harispe fut nommé général de brigade le 29 janvier 1807. Affecté au corps de Soult, il commanda ensuite une brigade de la division Verdier au corps de réserve. Il se mit en valeur à Gludstadt, Heilsberg et à Friedland où il fut blessé d'un éclat de mitraille, sous les yeux du maréchal Lannes. 

#### En Espagne
Le 16 décembre 1807, il fut nommé chef d'état-major du corps d'observation des côtes de l'Océan sous les ordres du maréchal Moncey qu'il suivit en Espagne en 1808. Le 23 novembre il combattit à nouveau sous les ordres de Lannes, à Tudela. Il assista au siège de Saragosse et lorsque Lannes revint en France, Harispe devint chef d'état-major de Suchet. Il conquit alors sa belle réputation militaire et à la bataille de Maria, le 15 juin 1809, avec 10 000 hommes il en battit 30 000. Il paya sa vaillance d'une nouvelle blessure et fut nommé général de division le 12 octobre 1810. Il se distingua encore au siège de Lérida et cette fois reçut la plaque de grand-officier de la Légion d'honneur le 30 juin 1811. Il se distingua sous les murs de Tarragone, contribua puissamment en 1811 à la conquête du royaume de Valence, se couvrit de gloire à la tête de sa division à la bataille de Sagonte et à vingt autres combats, et fut créé comte de l'Empire le 3 janvier 1813.
Harispe servit à l'armée d'Aragon jusqu'en 1813 et en 1814 il fut envoyé de Barcelone à l'armée de Soult. En 1814, il était sous les ordres de Soult, et quand l'armée commença sa marche rétrograde, il défendit le terrain pied à pied. Pendant la retraite de la Bidassoa, Harispe, avec sa division affaiblie par des pertes nombreuses, résista à toute l'armée anglaise, et la chassa de Saint-Jean-Pied-de-Port. Dans son village natal de Baïgorry il n'hésita pas à détruire sa propre habitation, le château d'Etchaux, pour en chasser les Espagnols qui l'occupaient. Il battit en brèche la maison d'origine de sa première épouse (Jeanne Marie Marguerite d'Echaux) occupée par Francisco Espoz y Mina avec 6 000 hommes, força le chef espagnol à l'évacuer en n'y laissant que les quatre murs, puis se jeta dans les Pyrénées, souleva les habitants au nom de la patrie en danger et repoussa plusieurs fois avec succès les tentatives d'invasion. Il protégea ensuite la retraite de l'armée française à Orthez le 27 février 1814, à Cadillon le 18 mars, où il surprit les troupes de Wellington, et à  Tarbes où il contint une division portugaise le 20 mars. Le 10 avril, à Toulouse, où Soult l'avait chargé de défendre les hauteurs du Calvinet dont les redoutes étaient à peine achevées, il se battit jusqu'à la dernière extrémité et eut le pied fracassé par un boulet. Il dut souffrir l'amputation et resta blessé et prisonnier à Toulouse ; il reçut de Wellington et d'autres chefs ennemis des témoignages de la plus haute considération. Ce dernier vint en personne lui rendre visite et le fit soigner par son médecin personnel. En 1815, l'Empereur lui confia de nouveau la défense des Pyrénées.

### Au service de la monarchie et la République
| |  |                                                                                     |
| Jean-Isidore, comte Harispe, maréchal de France, Gustave Ricard (Marseille, 1823 ; Paris, 1873), 3e quart XIXe siècle. |  | Noms gravés sous l'arc de triomphe de l'Étoile : pilier Ouest, 35e et 36e colonnes. |

Pendant la Restauration, le général Harispe fut fait chevalier de l'ordre de Saint-Louis et appelé au commandement de la 15e division militaire. Au mois de mars 1815, il prit celui de la 1re division de l'armée des Basses-Pyrénées, chargée de surveiller, entre Bayonne et Saint-Jean-Pied-de-Port, la frontière menacée par les Espagnols. Lors des Cent-Jours, Harispe servit l'Empereur et combattit dans l'armée des Basses-Pyrénées. Après la seconde abdication de l'Empereur, au moment où les Espagnols se disposaient à pénétrer sur le territoire français, Harispe se mit à la tête des gardes nationales du pays et de ses intrépides chasseurs basques et arrêta le mouvement des Espagnols. Après le licenciement, il se retira dans son château de Lacarre, près de Saint-Jean-Pied-de-Port jusqu'à la Révolution de 1830, à la suite de laquelle il fut élu député et nommé pair de France.
La monarchie de Juillet lui permit de reprendre du service actif et de renouer ainsi d'étroits rapports avec le maréchal Soult. Commandant des Hautes et Basses-Pyrénées de 1830 à 1833, de la division active des Pyrénées occidentales de 1833 à 1840, puis de la 20e division militaire de 1840 à 1850, il dut, lors de la première guerre carliste, empêcher tout passage des légitimistes de France en Espagne et aider discrètement le gouvernement de Madrid contre Don Carlos. Député des Basses-Pyrénées de 1831 à 1835, grand-croix de la Légion d'honneur en 1833, Jean-Isidore Harispe fut nommé pair de France en 1835 et élevé à la dignité de maréchal de France par le prince-président, le 11 décembre 1851. Il entra de droit au Sénat du Second Empire en janvier 1852.
Son nom est inscrit sur l'Arc de triomphe de l'Étoile, côté ouest, 36e colonne.

## Armoiries
| Image | Blasonnement |
| ----- | --- |
|       | Armes de Baron de l'Empire : D'azur, au cheval d'or, terrassé de sable, accompagné en chef de trois étoiles d'argent ; au canton des Barons militaires de l'Empire brochant. * Il y a là non-respect de la règle de contrariété des couleurs : ces armes sont fautives. |
|       | Armes de Comte de l'Empire : D'azur, au cheval d'or, terrassé de sable, accompagné en chef de trois étoiles d'argent ; au canton des Comtes Militaires de l'Empire brochant.                                                                                            |
|       | Le même, sous la Monarchie de Juillet et le Second Empire : D'azur, au cheval d'or, terrassé de sable, accompagné en chef de trois étoiles d'argent. |